# Hotel Courbet
Hotel Courbet è un cortometraggio del 2009 diretto da Tinto Brass.
Il film è stato presentato alla 66ª Mostra internazionale d'arte cinematografica di Venezia nell'ambito della retrospettiva dedicata al regista.

## Trama
Una donna si lascia andare per placare il suo tormento erotico. L'intimità provocatoria, violata senza essere vista, vale per il ladro più di qualsiasi cosa abbia rubato.